# Campeonato Europeu de Ginástica Artística de 2002
O Campeonato Europeu de Ginástica Artística de 2002 teve suas competições femininas realizadas em conjunto às masculinas, na cidade de Patras, Grécia.

## Eventos
- Individual geral masculino
- Equipes masculino
- Solo masculino
- Barra fixa
- Barras paralelas
- Cavalo com alças
- Argolas
- Salto sobre a mesa masculino
- Individual geral feminino
- Equipes feminino
- Trave
- Solo feminino
- Barras assimétricas
- Salto sobre a mesa feminino

## Medalhistas
| Evento                       | Ouro                                          | Prata                    | Bronze                   |
| Masculino                    |                                               |                          |                          |
| Equipes detalhes             | ROU                                           | RUS                      | BLR                      |
| Individual geral detalhes    | ROU Dan Potra                                 | BUL Jordan Jovtchev      | RUS Alexei Bondarenko    |
| Solo detalhes                | RUS Alexei Nemov                              | BUL Jordan Jovtchev      | ROU Marian Dragulescu    |
| Cavalo com alças detalhes    | ROU Marius Urzica                             | ROU Ioan Suciu           | ITA Alberto Busnari      |
| Argolas detalhes             | BUL Jordan Jovtchev                           | GRE Dimosthenis Tampakos | HUN Szilveszter Csollany |
| Salto sobre a mesa detalhes  | ROU Marian Dragulescu BLR Dimitri Kasparovich | nenhum                   | GBR Kanukai Jackson      |
| Barras paralelas detalhes    | GRE Vasileios Tsolakidis                      | SLO Mitja Petkovšek      | BLR Alexei Sinkevich     |
| Barra fixa detalhes          | GRE Vlasios Maras                             | FRA Florent Maree        | ITA Igor Cassina         |
| Feminino                     |                                               |                          |                          |
| Equipes detalhes             | RUS                                           | NED                      | ITA                      |
| Individual geral detalhes    | RUS Svetlana Khorkina                         | NED Verona van de Leur   | UKR Alyona Kvasha        |
| Salto sobre a mesa detalhes  | RUS Natalia Ziganshina                        | NED Verona van de Leur   | ROM Oana Petrovschi      |
| Barras assimétricas detalhes | RUS Svetlana Khorkina                         | NED Renske Endel         | GBR Elizabeth Tweddle    |
| Trave detalhes               | RUS Lyudmila Ezhova                           | RUS Svetlana Khorkina    | NED Verona van de Leur   |
| Solo detalhes                | UKR Alona Kvasha                              | RUS Natalia Ziganshina   | NED Verona van de Leur   |

## Quadro de medalhas
| Ordem | País          | Medalha de ouro | Medalha de prata | Medalha de bronze |    |
| ----- | ------------- | --------------- | ---------------- | ----------------- | -- |
| 1     | Rússia        | 6               | 3                | 1                 | 10 |
| 2     | Roménia       | 4               | 1                | 2                 | 7  |
| 3     | Grécia        | 2               | 1                |                   | 3  |
| 4     | Bulgária      | 1               | 2                |                   | 3  |
| 5     | Bielorrússia  | 1               |                  | 2                 | 3  |
| 6     | Ucrânia       | 1               |                  | 1                 | 2  |
| 7     | Países Baixos |                 | 4                | 2                 | 6  |
| 8     | Eslovénia     |                 | 1                |                   | 1  |
| 8     | França        |                 | 1                |                   | 1  |
| 10    | Itália        |                 |                  | 3                 | 3  |
| 11    | Grã-Bretanha  |                 |                  | 2                 | 2  |
| 12    | Hungria       |                 |                  | 1                 | 1  |
| TOTAL | TOTAL         | 15              | 13               | 14                | 42 |